# Viktorijina tajna
Viktorijina tajna šesti je studijski album pjevačice Maye Berović. Izdao ga je City Records 2. srpnja 2017. godine. Maya na albumu surađuje s reperima Jalom Bratom i Bubom Corellijem.

## Popis pjesama
| Br. | Skladba           | Trajanje |
| --- | ----------------- | -------- |
| 1.  | »Balmain«         | 3:01     |
| 2.  | »Ledena kraljica« | 3:15     |
| 3.  | »Ruski rulet«     | 2:57     |
| 4.  | »Proleće«         | 3:30     |
| 5.  | »Broj«            | 3:01     |
| 6.  | »Nisam normalna«  | 3:14     |
| 7.  | »Harem«           | 3:24     |
| 8.  | »Mala lomi«       | 3:08     |
| 9.  | »To me radi«      | 3:13     |

## Izdanja
| Regija | Datum          | Format | Označiti     |
| ------ | -------------- | ------ | ------------ |
| Srbija | 2. srpnja 2017 | CD     | City Records |